# Wolschwiller
Wolschwiller település Franciaországban, Haut-Rhin megyében. Lakosainak száma 433 fő (2022. január 1.). Wolschwiller Oltingue, Biederthal, Lutter és Kiffis községekkel határos.

## Népesség
A település népessége az elmúlt években az alábbi módon változott:
| Lakosok száma | 462  | 469  | 472  | 453  | 445  | 443  | 440  | 436  | 433  |
|               | 2013 | 2015 | 2016 | 2017 | 2018 | 2019 | 2020 | 2021 | 2022 |